# Jonathan Trần
Jonathan Trần là nhà thần học người Mỹ gốc Việt, hiện đang giữ chức Chủ tịch Tôn giáo George W. Baines tại Đại học Baylor.

## Tiểu sử
Trần xuất thân từ Nam California, vốn đam mê đề tài thần học nên khi lớn lên ông quyết định nhập học Đại học California, Riverside, về sau thi đậu lấy bằng Cử nhân vào năm 1994 rồi lần lượt lấy bằng Thạc sĩ Thần học năm 2002 và bằng Tiến sĩ năm 2006 từ Trường Duke Divinity dưới sự chỉ dạy của Stanley Hauerwas. Sau khi tốt nghiệp ra trường, Đại học Baylor đã mời ông vào làm Phó Giáo sư Thần học Triết học kiêm chức Chủ tịch Tôn giáo George W. Baines tại Khoa Tôn giáo, từ đó đảm nhận công tác nghiên cứu và giảng dạy thần học, đạo đức học và lý thuyết bản sắc cho đến nay.

## Tác phẩm
- Trần, Jonathan (2010). The Vietnam War and Theologies of Memory: Time and Eternity in the Far Country. Wiley. ISBN 978-1-4443-2413-6.
- Trần, Jonathan (2011). Foucault and Theology. T&T Clark. ISBN 978-0-567-51039-6.
- Trần, Jonathan; Werntz, Myles, biên tập (2013). Corners in the City of God: Theology, Philosophy, and The Wire. Wipf and Stock Publishers. ISBN 978-1-62189-972-3.
- Trần, Jonathan (2021). Asian Americans and the Spirit of Racial Capitalism. Oxford University Press. ISBN 978-0-1975-8790-4.